# Tribus magiares

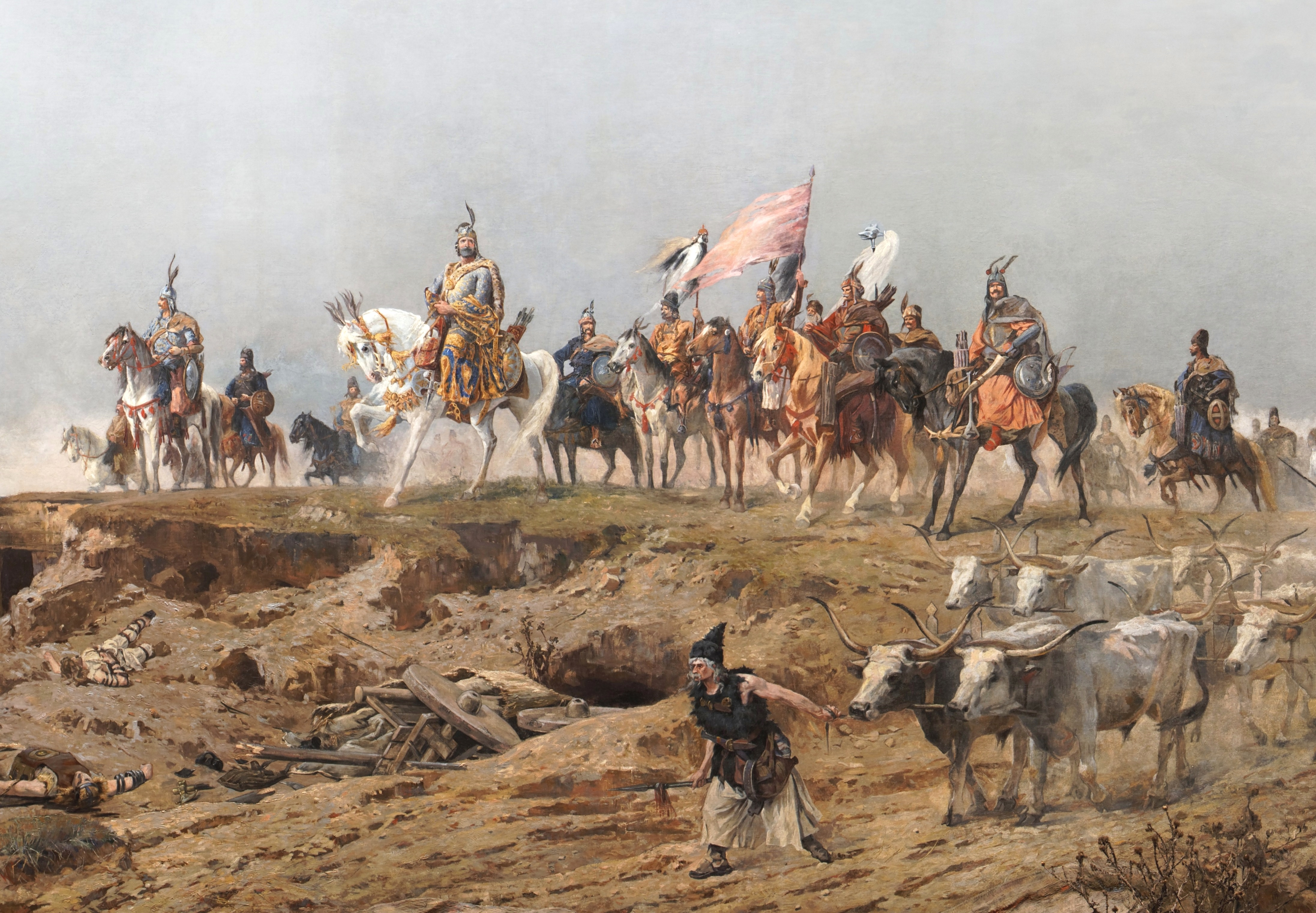
La llegada de los Magiares a Hungría, ciclorama de Árpád Feszty, 1858.

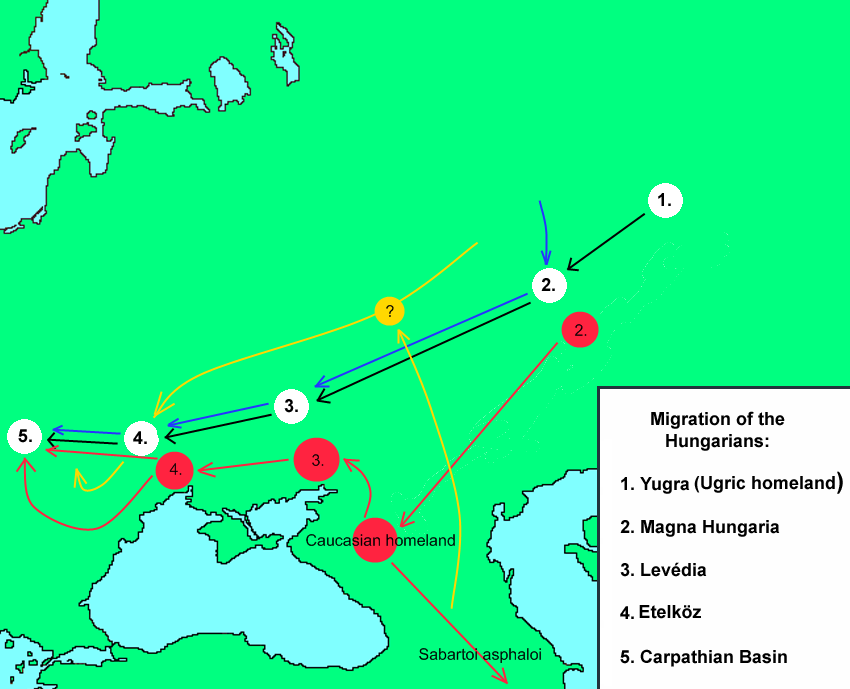
Desplazamiento desde la zona original de las tribus magiares hasta la Llanura Panónica.

Honfoglalas.

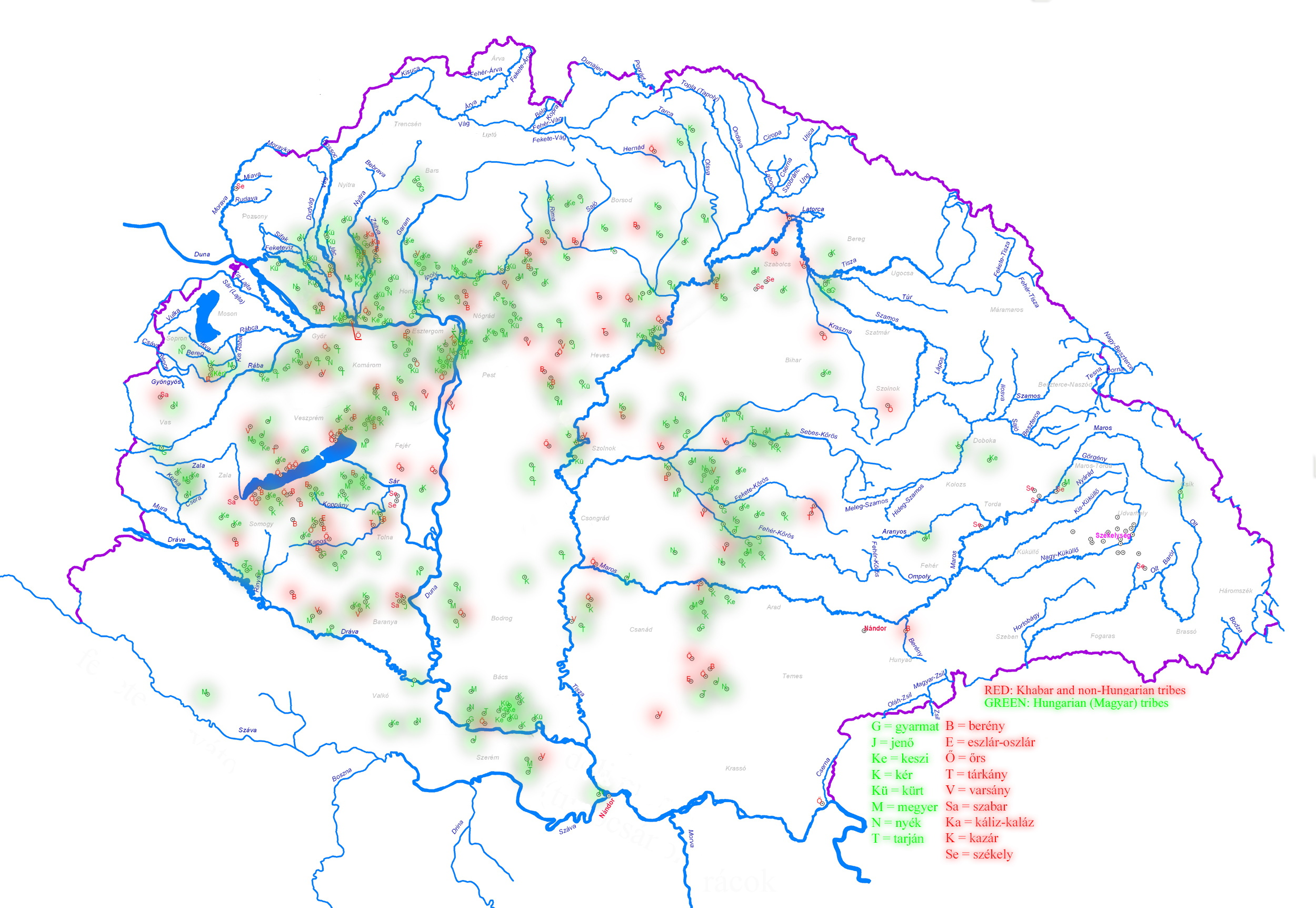
El estudio de la toponimia por Sándor Török permite localizar los asentamientos de las tribus magiares en la llanura panónica. Este autor sugiere que, a su llegada, compartieron sus asentamientos con otros pueblos.

Las tribus magiares o tribus húngaras, (magyar törzsek en húngaro) eran las estructuras fundamentales de la organización sociopolítica del pueblo magiar en el periodo previo y posterior a su asentamiento en la Llanura Panónica durante la llamada Honfoglalás ("conquista de la patria") del siglo IX. En esa época (el final de la llamada época de las invasiones), las invasiones magiares fueron una de las últimas penetraciones de pueblos en el espacio europeo desde la Antigüedad tardía. Las incursiones de los magiares se prolongaron durante todo el siglo X, llegando a lugares tan lejanos como la España musulmana y Constantinopla; afectando especialmente a los reinos surgidos de la división del Imperio carolingio.

## Hétmagyar
El origen de los magiares aún no se ha descubierto, pero se cree que proceden de los Montes Urales. La distribución en siete tribus fue establecida a mediados del siglo IX. Las siete tribus (Nyék, Megyer, Kürt-gyarmat, Tarján, Jenő, Kér, Keszi) formaban una confederación llamada Hétmagyar ("Los siete magiares"). Sus líderes, además de Álmos de Hungría, reciben los nombres míticos de Előd, Kond, Tas, Huba, Töhötöm y Ond. Su unión se expresó legendariamente como un juramento de sangre, que implicaba eterna lealtad a Álmos.
La confederación de las tribus estaba liderada probablemente por dos grandes príncipes: el kende (su líder espiritual) y el gyula (líder militar). Los grandes príncipes eran elegidos por los líderes de las tribus o nombrados por el jagan de los jázaros, que ejercía influencia sobre los magiares.
Alrededor de 862, las siete tribus se separaron de los jázaros.

## Unión de los kabaros
Antes de 881, tres tribus túrquicas se rebelaron contra el jagán de los jázaros, pero estas rebeliones fueron reprimidas. Tras su derrota dejaron el Imperio jázaro y se unieron voluntariamente a la confederación Hétmagyar. Las tres tribus fueron organizadas en una sola, llamada Kabar, tomando posteriormente el papel de la vanguardia y la retaguardia en la formación táctica de las acciones militares de la confederación.